# Nathan Glazer
Nathan Glazer (* 25. Februar 1923 in New York; † 19. Januar 2019 in Cambridge, Massachusetts) war ein amerikanischer Soziologe, Neokonservativer und Mitherausgeber der Zeitschrift The Public Interest sowie freier Autor für The New Republic.

## Leben
Nathan Glazer wurde 1923 als siebtes und jüngstes Kind von Louis (einem Schneider) und Tillie (geb. Zacharevich) Glazer in New York  geboren. Er wuchs in einer jüdisch-orthodoxen und sozialistischen Umgebung auf.
Am 26. September 1943 heiratete er Ruth Slotkin, mit der er drei Töchter (Sarah, Sophie und Elizabeth) hatte, bevor er sich 1958 wieder von ihr scheiden ließ. Seine zweite Frau, Sulochana Raghavan (eine Forscherin), heiratete er am 5. Oktober 1963.
Ab 1940 studierte er am City College of New York, das von vielen jüdischen New Yorker Intellektuellen besucht wurde, mit dem Schwerpunkt Geschichte. Während dieser Zeit trat er der zionistischen Studentenorganisation bei und wurde bald der Herausgeber ihrer nationalen Zeitschrift Avukah Student Action. Diese Tätigkeit beeinflusste ihn sehr stark und brachte ihn der intellektuellen Linken näher, woraufhin er nach einer Vertiefung in Wirtschaft und öffentlicher Verwaltung seinen Studienschwerpunkt zur Soziologie verschob und so im Januar 1944 das Studium dort abschloss. Bereits 1942 begann er ein Studium an der University of Pennsylvania, das er im Frühjahr 1944 mit dem Master abschloss. Mit der Befürchtung, keine weiteren Stellen angeboten zu bekommen, lehnte er ein Stipendium für Anthropologie an der University of Pennsylvania ab. Er arbeitete in den folgenden 20 Jahren nur hin und wieder an seinem Doktor der Philosophie und suchte sich häufig kleinere Anstellungen als Zeitungsautor, wodurch er 1962, zum Abschluss seines Doktors, bereits ein bekannter Intellektueller war.
Nachdem er das Stipendium abgelehnt hatte, ging er nach New York zurück, um bei der Zeitschrift Contemporary anzuheuern, das vom American Jewish Committee herausgegeben wurde. Dort blieb er bis 1953 und wurde dann redaktioneller Ratgeber beim amerikanischen Verlag Anchor Books. Als er diesen 1957 verließ, arbeitete er danach in vielen verschiedenen Positionen (Soziologielehrer, Autor oder redaktioneller Ratgeber bei Random House Publishing). Seine Lehrtätigkeit reichte von der University of California-Berkeley (1957–58), dem Bennington College (Bennington, Vermont; 1958–1959) bis zum Smith College (Northampton, Massachusetts; 1959–1960). Nachdem er ein Jahr Japan bereist hatte, erhielt er eine Anstellung im Department of Housing and Urban Development (dem Bauministerium der Vereinigten Staaten) als Experte für Stadtsoziologie. Im Jahr 1969 trat er eine Professur für Bildung und Sozialstruktur an der Harvard University an.

## Werk
Glazers erste beiden Bücher (zusammen mit David Riesman) The Lonely Crowd (1950) und Faces in the Crowd (1952) sind Klassiker der Theorieschule des Kollektiven Verhaltens. Später wurde Glazer für seine Studien in den Beziehungen zwischen verschiedenen ethnischen Gruppen und seine Stadtforschung bekannt. In dem Buch Beyond the Melting Pot (1963), das er mit Daniel P. Moynihan verfasste, kritisierte er das Konzept des kulturellen Schmelztiegels Amerika, da die verschiedenen Ethnien meist ihre Identitäten behielten und nicht vollkommen in der amerikanischen Kultur aufgingen. Trotz dieser Feststellung vertrat er jedoch die Aussage, dass die Assimilierung das oberste Ziel der amerikanischen Kultur bleiben sollte.
Des Weiteren gibt es einen Dokumentarfilm mit Nathan Glazer. Er zeigt Irving Howe, Daniel Bell, Nathan Glazer und Irving Kristol von ihren gemeinsamen Anfängen in der Cafeteria des City Colleges über ihre Rolle als linke Aktivisten bis hin zu ihren gegenwärtigen Positionen.

## Ehrungen
1969 wurde Glazer in die American Academy of Arts and Sciences gewählt.

## Schriften (Auswahl)
- The Lonely Crowd (mit David Riesman). New Haven 1950
  - dt. Die einsame Masse. Darmstadt, Luchterhand 1956, weitere Auflagen als Band 72/73 in Rowohlts deutsche Enzyklopädie bis 1984. ISBN 3499550725.
- Faces in The Crowd (mit David Riesman). New Haven 1952
- American Judaism. Chicago 1957
- The Social Basis of American Communism. 1961
- Beyond The Melting Pot (mit Daniel P. Moynihan). Cambridge 1963
- Cities in Trouble. Chicago 1970
- Afirmative Discrimination. Cambridge 1976
- The Limits of Social Policy. Cambridge 1989
- From a Cause to a Style. Princeton 2007